# سفارت اوکراین در اسپانیا
سفارت اوکراین در اسپانیا (انگلیسی: Embassy of Ukraine, Madrid) نمایندگی دیپلماتیک اوکراین در اسپانیا است. ساختمان سفارت در Ronda de la Abubilla 52 در مادرید واقع شده‌است. سفیر اوکراین در اسپانیا از سال ۲۰۲۰ سرهی پهورلژو است.

## تاریخ

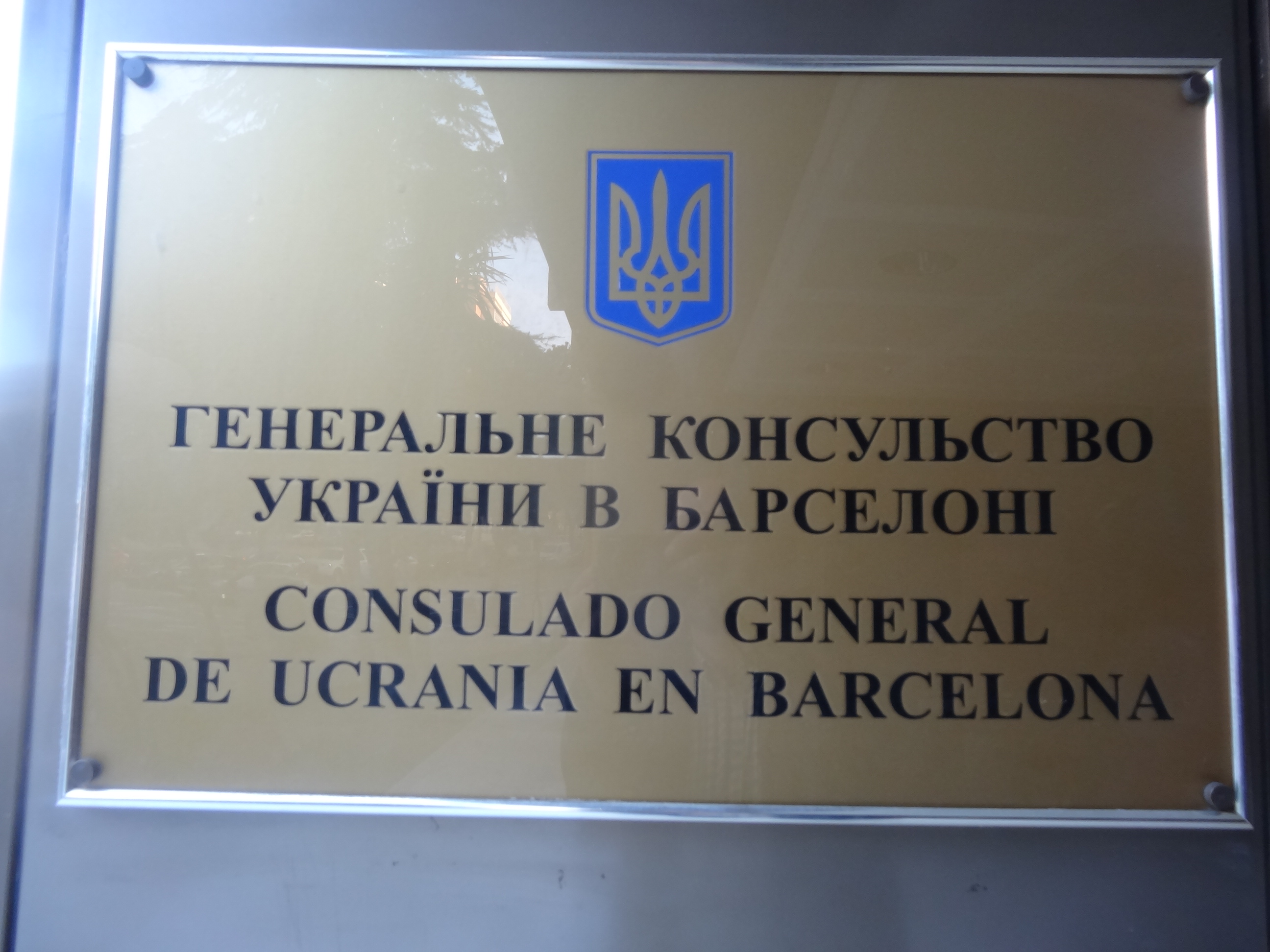
سرکنسولگری اوکراین در بارسلونا

با فروپاشی امپراتوری تزاری در سال ۱۹۱۸، برای اولین بار یک دولت ملی اوکراین ظهور کرد و پادشاهی اسپانیا دولت اوکراین را به رسمیت شناخت. میکولا شراخ در سال ۱۹۱۸ به عنوان اولین نماینده دیپلماتیک اوکراین در اسپانیا منصوب شد. در طول جنگ داخلی روسیه، ارتش سرخ بیشتر اوکراین را فتح کرد و به عنوان جمهوری سوسیالیستی شوروی اوکراین در اتحاد جماهیر شوروی قرار گرفت.
پس از فروپاشی اتحاد جماهیر شوروی، اوکراین در دسامبر ۱۹۹۱ خود را مستقل اعلام کرد. اسپانیا اوکراین را در ۳۱ دسامبر ۱۹۹۱ به رسمیت شناخت، روابط دیپلماتیک در ۳۰ ژانویه ۱۹۹۲ برقرار شد و سفارت در مادرید در ژوئن ۱۹۹۵ افتتاح شد. اولین سفیر یوری کوستنکو بود. Serhiy Pohorelzew از سال ۲۰۲۰ سفیر اوکراین در اسپانیا و پس از اولین اعتبار خود در سال ۲۰۱۲–۲۰۱۶ بود.
روابط دیپلماتیک با آندورا در سال ۲۰۰۸ آغاز شد. سفیران مادرید در آنجا به عنوان سفیران غیر مقیم معتبر شناخته می‌شوند.
مناطق کنسولی اوکراین در اسپانیا به بخش کنسولی سفارت اوکراین در مادرید، سرکنسولگری عمومی در بارسلونا و کنسولگری در مالاگا  تقسیم شده است.